# バトル360 空母エンタープライズの戦い
『バトル360 ～空母エンタープライズの戦い～』（バトル360 ～くうぼエンタープライズのたたかい～、英語: Battle 360°）は、アメリカ製作のアメリカ海軍の航空母艦エンタープライズ (CV-6)の戦歴を紹介するドキュメンタリー番組。2008年にアメリカのヒストリーで放送され、日本のヒストリーチャンネルでも放送された。

## 番組内容
エンタープライズが関わったあらゆる戦闘を、搭乗していた乗組員や軍事アナリストの証言、解説を基にその場面をCG映像を駆使し再現し、紹介する内容である。主に日本軍との戦闘が多く、空母であるためパイロットたちのドッグファイトの模様を再現することもあった。

## 放送リスト
1. 任務開始 1:00
2. ミッドウェーでの報復 1:00
3. 牙を剥く日本軍 1:00
4. 南太平洋海戦の激戦 1:00
5. エンタープライズ vs 日本軍 1:00
6. 灰色の幽霊 1:00
7. 地獄の鉄槌 1:00
8. 太平洋のD-DAY 1:00
9. レイテ沖海戦 1:00
10. 最後の抵抗 1:00

## 番組で採り上げられた戦い
- ミッドウェー海戦
- 東部ソロモン海戦
- サンタ・クルーズ諸島沖海戦
- ギルバート・マーシャル諸島の戦い
- レイテ沖海戦
- 硫黄島の戦い
- 沖縄戦